# Claudia Poll
Pour les articles homonymes, voir Poll.
Claudia Maria Poll Ahrens, née le 21 décembre 1972 à Managua au Nicaragua, est une nageuse costaricienne spécialiste des épreuves en nage libre. Championne olympique sur 200 m nage libre en 1996, elle est aussi quintuple championne du monde. Ayant détenu plusieurs records du monde, la première et seule championne olympique de l'histoire du Costa Rica, elle est la meilleure sportive de l'histoire de son pays. Elle a ainsi été élue sportive costaricaine du siècle en 1999.

## Biographie

### Les débuts
D'origine allemande, ses parents vivaient au Nicaragua avant de quitter le pays peu après le terrible séisme de 1972 à Managua et la crise politique qui s'ensuivit. Sa sœur Silvia Poll, ancienne nageuse, fut la première médaillée olympique du Costa Rica en 1988 à Séoul. Claudia Poll remporte ses premières courses régionales au tout début des années 1990. Devenue costaricaine en 1993, elle participe à sa première compétition internationale majeure en 1994 lors des Mondiaux en grand bassin. Elle y obtient deux médailles de bronze sur 200 m et 400 m nage libre. Multiple médaillée d'or aux championnats centre-américains ou aux championnats pan-pacifiques, elle confirme en bassin de 25 m en 1995. Lors des mondiaux en petit bassin de Rio de Janeiro, la nageuse remporte ses premiers titres majeurs en gagnant les épreuves du 200 m et du 400 m nage libre. Elle améliore par ailleurs le record du monde sur la première épreuve.

### La domination mondiale
Figurant parmi les favorites pour les Jeux olympiques d'Atlanta, la nageuse ne déçoit pas les espérances de son pays. Sur l'épreuve du 200 m nage libre, elle remporte ainsi la course en battant l'Allemande Franziska van Almsick. Médaillée d'or, elle devient ainsi la seconde médaillée costaricaine de l'histoire aux Jeux olympiques (sa sœur étant la première) et la première championne olympique de ce pays d'Amérique centrale (hommes y compris). Peu après, elle prend la cinquième place lors de la finale de l'épreuve du 400 m nage libre à un peu plus d'une seconde du podium (4 min 10 s 00).
En 1997, la Costaricaine réalise le doublé 200 m - 400 m nage libre lors des championnats du monde en petit bassin de Göteborg. Elle améliore par ailleurs les records du monde de ces deux épreuves. Le mensuel américain Swimming World Magazine la distingue en la désignant Nageuse de l'année fin 1997. L'année suivante, lors des Mondiaux 1998 en grand bassin de Perth, Poll remporte la médaille d'or sur le 200 m nage libre en devançant la Slovaque Martina Moravcová.
Pour sa seconde participation olympique, Claudia Poll ne parvient pas à conserver son titre mais figure à deux reprises sur la troisième marche du podium. Elle termine tout d'abord troisième lors de la finale du 400 m nage libre derrière les Américaines Brooke Bennett et Diana Munz avant de récidiver sur le 200 m nage libre en prenant la troisième marche du podium derrière l'Australienne Susie O'Neill et la Slovaque Martina Moravcová.

### Suspension pour dopage et retour à la compétition
Après une nouvelle médaille mondiale en 2001 à Fukuoka, elle est contrôlée positive à la norandrostérone en février 2002 mais nie alors avoir utilisé des produits dopants. Immédiatement suspendue quatre ans par la FINA, sa peine est commuée à deux ans après avoir fait appel auprès du Tribunal arbitral du sport. De retour à la compétition en 2004, elle se qualifie pour ses troisièmes Jeux olympiques organisés à Athènes. Elle y manque de peu les finales sur 200 m et 400 m nage libre en prenant les neuvième et dixième places lors des séries éliminatoires.
Principale figure du sport en Amérique centrale, l'ancienne nageuse a donné naissance à son premier enfant en août 2007.

## Palmarès

### Jeux olympiques
- Jeux olympiques de 1996 à Atlanta (États-Unis) :
  -  Médaille d'or du 200 m nage libre (1 min 58 s 16 en finale).
  - 5e du 400 m nage libre (4 min 10 s 00 en finale).

- Jeux olympiques de 2000 à Sydney (Australie) :
  -  Médaille de bronze du 200 m nage libre (1 min 58 s 81 en finale).
  -  Médaille de bronze du 400 m nage libre (4 min 7 s 83 en finale).

### Championnats du monde
| Catégorie / Année | 1994 GB Rome         | 1995 PB Rio         | 1997 PB Göteborg    | 1998 GB Perth    | 2001 GB Fukuoka     | 2005 GB Montréal |
| ----------------- | -------------------- | ------------------- | ------------------- | ---------------- | ------------------- | ---------------- |
| 200 m nage libre  | Bronze 1 min 57 s 61 | Or 1 min 55 s 42 RM | Or 1 min 54 s 17 RM | Or 1 min 58 s 90 | 4e 1 min 58 s 92    | 12e              |
| 400 m nage libre  | Bronze 4 min 10 s 61 | Or 4 min 5 s 18     | Or 4 min 0 s 03 RM  | 8e 4 min 12 s 08 | Argent 4 min 9 s 15 | 6e               |
| 800 m nage libre  | 7e 8 min 38 s 79     | -                   | -                   | -                | -                   | -                |

## Records
2 records du monde en petit bassin sur 200 m nage libre :
- 1 min 55 s 42 le 1er décembre 1995 à Rio de Janeiro.
- 1 min 54 s 17 le 18 avril 1997 à Göteborg.

1 record du monde en petit bassin sur 400 m nage libre :
- 4 min 00 s 03 le 18 avril 1997 à Göteborg.